# هارالد لاسين
هارالد لاسين (بالنرويجية البوكمول: Harald Lassen)‏ هو ملحن نرويجي، ولد في 13 مارس 1987 في كريستيانساند في النرويج.

## وصلات خارجية
- الموقع الرسمي
- هارالد لاسين على موقع ميوزك برينز (الإنجليزية)
- هارالد لاسين على موقع ديسكوغز (الإنجليزية)